# Una O'Connor
Una O'Connor, född 23 oktober 1880 i Belfast, död 4 februari 1959 i New York i New York, var en irländsk skådespelare.

## Biografi
Una O'Connor började sin karriär som teaterskådespelare i Irland och Storbritannien. Hon kom till Hollywood under 1930-talet och medverkade sedan i många filmer fram till 1950-talet då hon mest gjorde TV-produktioner. Hon fick ofta spela hushållerska.

## Filmografi i urval
- 1930 – Mord
- 1933 – Cavalcade
- 1933 – Den osynlige mannen
- 1934 – Lågor i dunklet
- 1935 – Angivaren
- 1935 – Frankensteins brud
- 1938 – Robin Hoods äventyr
- 1940 – Pensionatet som blev nattklubb
- 1940 – Slaghöken
- 1941 – Rivaler på galej
- 1941 – Han stannade till frukost
- 1942 – Slumpens skördar
- 1943 – Leve äktenskapet
- 1945 – Under falsk flagg
- 1945 – Klockorna i S:t Mary
- 1948 – Don Juans äventyr
- 1957 – Åklagarens vittne

## Teater

### Roller
| År   | Roll  | Produktion                       | Regi           | Teater                        |
| ---- | ----- | -------------------------------- | -------------- | ----------------------------- |
| 1954 | Ellen | The Starcross Story Diana Morgan | John C. Wilson | Royale Theatre, New York, USA |